# Ser zamojski
Ser zamojski – gatunek sera typu holenderskiego. 
Produkowany z mleka krowiego. Jego receptura i technologia powstała w zakładach mleczarskich w Zamościu, jednak ze względu na znakomity smak, szybko zaczął być wytwarzany w wielu miastach i obecnie sprzedawany jest w całej Polsce.
Ser zamojski należy do serów podpuszczkowych, twardych i łagodnych. Wyrabiany jest w dwu odmianach:
- pełnotłusty – o 45% zawartości tłuszczu
- wędzony – o zawartości tłuszczu około 25%

W obu wersjach ma miękką, elastyczną konsystencję i łagodny, lekko pikantny smak. Posiada pojedyncze okrągłe i owalne oczka. Produkowany jest w formie bloku.